# My Private "Jealousy"
GLAY的第44張單曲，2011年11月16日發行。

## 簡介
- 從2011年10月到12月為止連續3個月CD發行企劃的第2彈作品。
- 距離上一張單曲「生存的勇氣」以來相隔16年的時間，本單曲再度跌落到ORICON當週單曲榜前5名外。

## 收錄曲

### CD
1. My Private "Jealousy" [4:44]
2. Snow Flake [4:29]
3. 殘酷天使的行動綱領 (We ♥ Happy Swing Live ver.) [4:22]
高橋洋子的「殘酷天使的行動綱領」的翻唱歌曲。

### DVD （CD+DVD盤）
1. My Private "Jealousy" (Music Video)
2. OPENING〜HAPPY SWING (We ♥ Happy Swing LIVE in MAKUHARI 7/31)
3. VERB (We ♥ Love Happy Swing LIVE in MAKUHARI 7/30)

## 收錄專輯
- GUILTY（專輯版本）